# ديارال جعفر (سيئون)
'

تعديل مصدري - تعديل

ديارال جعفر هي إحدى قرى عزلة سيئون بمديرية سيئون التابعة لمحافظة حضرموت، بلغ تعداد سكانها 45 نسمة حسب تعداد اليمن لعام 2004.